# Joining
Joining ist eine Anwendungstechnik von Therapeuten in der systemischen (Familien-)Therapie. Der Begriff Joining stammt aus der englischen Sprache und bedeutet übersetzt Angrenzen, Anschließen, Verbinden, Zusammenfügen, Verbündnis.
Joining ist als ein therapeutisches Bündnis zwischen Familienmitgliedern und Therapeuten zu verstehen.
Gemeint ist ein Vorgehen, welches das Ziel verfolgt, ein kooperatives Arbeitsbündnis mit der Familie bzw. dem Familiensystem einzugehen.
Der Therapeut schließt sich an bzw. verschafft sich Eintritt in die Familie, indem er die geltenden Hierarchien und bestehenden Wertvorstellungen respektiert, bestehende Subsysteme stützt und sich an den Ressourcen und Stärken der Systemmitglieder orientiert.
„In der Perspektive der systemischen Therapie ist die gezielte, instruktive Änderung eines Systems ‚von außen‘ unmöglich. Vielmehr ist es erforderlich, dass sich ein neues, ein therapeutisches System bildet, das auf einer tragfähigen Vertrauensbeziehung zwischen Therapeuten und jedem einzelnen Familienmitglied beruht.“
Joining ist grundsätzlich in allen Gesprächen erforderlich, um ein Arbeitsbündnis herzustellen.